# مارجاريتا مانسو
مارجاريتا مانسو روبليدو (بلد الوليد "بايادوليد"، 24 نوفمبر 1908 - مدريد، 28 مارس 1960)
كانت رسامة إسبانية من جيل ٢٧ وعضوًا في المجموعة المعروفة باسم "بلا قبعة (سين سومبريرو)".

## مسيرتها
استقرت عائلتها في مدريد، حيث افتتحت والدتها ورشة للخياطة.
 ثم التحقت كطالبة بأكاديمية سان فرناندو الملكية للفنون الجميلة في مدريد، وهناك درسها خوليو روميرو دي توريس، والذي قام برسمها مرتين. وكان يدرس في الأكاديمية أيضًا كلا من ماروخا مايو، وسلبادور دالي، اللذان أقاما معها علاقة صداقة قوية. أيضًا رسخ طابعها الجريء مكانتها في الأوساط الفكرية في العاصمة. كذلك كان ينتمي فيديريكو جارثيا لوركا إلى مجموعة مايو الداخلية، الذي خصص لمانسو وسلبادور دالي قصيدة "موت الحب (مويرتو دي امور)" من كتابه أقصوصات الغجر الغنائية" (رومانثيرو خيتانو).اشتهرت حكاية زيارة مجموعة الأصدقاء لدير سانتو دومينجو دي سيلوس، فقد قرر كلا من مايو ومانسو التنكر في زي الرجال نظرًا لأن الدخول ممنوع للنساء، وبذلك يمكنهما زيارة الدير.
يُنسب اسم "بدون قبعة (سين سومبريرو)" الذي تُعرف به النساء المنسيات من جيل 27 إلى حكاية ماروخا مايو، ومارجاريتا مانسو، وسالبادور دالي، وفيديريكو جارثيا لوركا، الذين من أجل مخالفة عادة تغطية رؤوسهم، خلعوا قبعاتهم في وسط بويرتا ديل سول، مما أثار غضب ودهشة المارة.
تزوجت في ديسمبر 1933 من مصمم ديكور مسرح "لا باراكا" الرسام ألفونسو بونثي دي ليون، الذي كان زميلها في أكاديمية سان فرناندو، والذي قام برسمها أيضًا. انضم بونثي دي ليون إلى الكتائب الإسبانية وقُتل في مدريد في بداية الحرب الأهلية الإسبانية. ثم غادرت مانسو إسبانيا هربًا من الحرب، لكنها عادت عام 1938 واستقرت في برغش (بورجوس). وهناك التقت بديونيسيو ريدرويخو، الذي تعاون معها في تصميم الملصقات والديكورات لمجموعتها المسرحية.
كما تزوجت من طبيب الغدد الصماء إنريكي كوندي جارجويو، وهو رجل مرتبط بالديكتاتورية، وأنجبوا ثلاثة أطفال.
أصبحت مانسو امرأة متدينة وكتائبية (تنتمي إلى حزب الفلانخي الإسبانية)، قضت بقية حياتها في إخفاء ماضيها وصداقتها وتجاربها مع لوركا ودالي ومانو، وكذلك أحلامها في تغيير العالم.
توفيت عام 1960 عن عمر يناهز الحادية والخمسين، إثر إصابتها بسرطان الثدي.